# Švýcarsko na Zimních olympijských hrách 1928
Švýcarsko se účastnilo Zimní olympiády 1928. Zastupovalo ho 41 sportovců (40 mužů a 1 žena) v 7 sportech.

## Medailisté
| Medaile | Jméno | Sport       | Soutěž      |
| ------- | --- | ----------- | ----------- |
| Bronz   | Giannin Andreossi Mezzi Andreossi Robert Breiter Louis Dufour Charles Fasel Albert Geromini Fritz Kraatz Arnold Martignoni Heini Meng Anton Morosani Luzius Rüedi Richard Torriani | Lední hokej | Turnaj mužů |